# Болка
Болката според Международната асоциация за изучаване на болката е неприятно сетивно и емоционално преживяване, свързано с актуално или потенциално увреждане на тъканите. Тя е най-ранният симптом на увреда на тъканите или на заболяване.
Информацията от болковите рецептори се пренася чрез гръбначния мозък до главния мозък. Рецепторите са разположени както по кожата, така и по всички вътрешни органи, стави, кости, сухожилия, мускули, зъбната пулпа, съдове, мозъчни обвивки. Като защитен механизъм на тялото болката предизвиква физична реакция, насочена срещу болезненото усещане. Тя е и механизъм на обратна връзка, свързан с обучението. И все пак въпреки това, някои хора изпитват удоволствие да гледат другите как изпитват болка, поради комплекси, закостенялост и озлобление.

## Разновидности

### Остра болка
Острата или ноцицептивна болка се причинява от прекомерното дразнене на болковите рецептори и аферентните сетивни пътища на периферната нервна система от различни фактори:
- механични (травма, порезна рана, разтягане на сухожилие или мускул);
- термични (изгаряне, измръзване);
- химични;
- възпалителни (артрит, миозит, неврит, полиневрит и др.)

Тъканната увреда от възпалително, механично, химично или термично естество се съпровожда от освобождаване на различни алгогенни субстанции. Острата болка се определя по степента на нейната продължителност. Тя може да трае минути, часове, до няколко дни, като е по-лесна за лекуване. Третира се с неопиоиден аналгетик (например ибупрофен).

### Невропатична болка
Невропатичната болка се различава от ноцицептивната, тъй като включва нарушение в невронната структура. Възниква в резултат от заболяване или нараняване на самата нервна тъкан. Това може да наруши способността на сетивните неврони да предават информацията към таламуса коректно. Мозъкът интерпретира болкови стимули, за които няма очевидна причина. Болката може да възникне и в отсъствието на конкретно нараняване, ако самите ноцицептори и сетивните пътища не функционират правилно.

### Централна болка
Съществува и централна болка, която се генерира в мозъка поради някаква форма на лезия и е трудна за лекуване. В много редки случаи е възможно болката да е породена от психично заболяване.

### Хронична болка
Хроничната болка може да няма конкретна причина или да е свързана с развитие на определено заболяване. Понякога такава болка има психосоматична или психогенна причина. Към хронична болка обикновено се отнася такава, която продължава над 6 месеца. Причината, степента и силата, както и специфичните симптоми варират. Понякога неуспешното лечение на острата болка може да доведе до хронична.

### Според източника и свързаните ноцицептори

#### Повърхностна болка
Причинява се от нараняване на кожата или покривните тъкани (порязване, одраскване, изгаряне). Кутанните рецептори окончават точно под кожата и поради високата концентрация на нервни окончания, стимулирането им води до точно локализирана и краткотрайна болка.

#### Соматична болка
Соматичната болка идва от сухожилията, ставите, костите, кръвоносните съдове, както и от самите нерви. Детектира се от соматични ноцицептори. Поради оскъдния брой рецептори по тези места, болката е слабо локализирана и притъпена и продължава по-дълго от повърхностната. Причинява се от навяхвания, изкълчвания и счупвания.

#### Висцерална болка
Висцералната болка е от вътрешните органи. Висцералните ноцицептори са локалиазирани в органите и телесните празнини. Те са с много ниска концентрация и болката обикновено е много продължителна и по-силна от соматичната. Локализацията ѝ е изключително трудна. Често усещането за висцерална болка е локализирано в отдалечена от нараняването област. Например при миокардна исхемия усещането може да възникне под формата на тежест в областта на гръдния кош или болка в лявото рамо, ръка и дори длан. Тази болка може да се обясни с факта, че висцералните болкови рецептори могат да възбудят и неврони в гръбначния мозък, които се възбуждат от рецептори в покривните тъкани.

#### Фантомна болка в крайниците
Усещане за болка от ампутиран крайник или от крайник, чиято чувствителност е прекъсната.

## Сила и продължителност
Болката се различава по сила и продължителност. Прагът на болката варира в широк интервал при различните индивиди. Локализацията на болката може да бъде трудно дефинируема, поради дифузния ѝ характер.
Вродената нечувствителност на болка – аналгезия, е много често причина за физически травми. Нечувствителност на болка може да е резултат и от различни нервни поражения, например при проказа.